# 椋枝
椋枝（むくえだ）は福岡県北九州市八幡西区の地名。椋枝一丁目から二丁目の町がある。住居表示実施済み。郵便番号は807-1115。

## 地理
八幡西区の南部西端に位置し、東に船越、南東に千代、南に吉祥寺町、南西に香月西に接し、西から北東に中間市と接する。

### 河川
- 準用河川 新延川

### 湖沼
- 浦の田池

## 地域の特徴
町域の南縁を県道280号植木上上津役線が走り、その北側を新延川が西流する。町域の中部・西部は道路沿いを除き山林になっている。東部には船越から続く住宅地があり、椋枝団地と呼ばれている。二丁目の県道沿いに市営住宅浦田団地がある。

## 歴史
船越の宅地開発に伴って住宅地化された地域。県道から見て浦の田池の奥の住宅団地は、住宅建設コスト低減に関する調査研究のため、輸入住宅で構成する分譲団地として1995年（平成7年）より官民共同で開発された土地である。

市営住宅浦田団地はかつて2階建て5棟の構成であったが、2013年（平成25年）に4階建て1棟に建て替えられた。

### 町名の由来
大字香月の字椋ノ枝に由来する。

### 沿革
- 1988年（昭和63年）6月1日 - 椋枝一丁目 - 二丁目新設[5][6]。

### 町名の変遷
| 実施内容          | 実施年月日               | 実施後     | 実施前         |
| ----------------- | ------------------------ | ---------- | -------------- |
| 町名新設 住居表示 | 1988年（昭和63年）6月1日 | 椋枝一丁目 | 大字香月の一部 |
| 町名新設 住居表示 | 1988年（昭和63年）6月1日 | 椋枝二丁目 | 大字香月の一部 |

## 世帯数と人口
2025年（令和7年）3月31日現在（北九州市発表）の世帯数と人口は以下の通りである。
| 町         | 世帯数  | 人口  |
| ---------- | ------- | ----- |
| 椋枝一丁目 | 72世帯  | 164人 |
| 椋枝二丁目 | 154世帯 | 323人 |
| 計         | 226世帯 | 487人 |

### 人口の変遷
国勢調査による人口の推移。
| 1995年（平成7年）  | 341人 | [ 7 ]  |  |
| 2000年（平成12年） | 464人 | [ 8 ]  |  |
| 2005年（平成17年） | 473人 | [ 9 ]  |  |
| 2010年（平成22年） | 485人 | [ 10 ] |  |
| 2015年（平成27年） | 517人 | [ 11 ] |  |
| 2020年（令和2年）  | 556人 | [ 12 ] |  |

### 世帯数の変遷
国勢調査による世帯数の推移。
| 1995年（平成7年）  | 113世帯 | [ 7 ]  |  |
| 2000年（平成12年） | 153世帯 | [ 8 ]  |  |
| 2005年（平成17年） | 163世帯 | [ 9 ]  |  |
| 2010年（平成22年） | 158世帯 | [ 10 ] |  |
| 2015年（平成27年） | 180世帯 | [ 11 ] |  |
| 2020年（令和2年）  | 194世帯 | [ 12 ] |  |

## 学区
市立小・中学校に通う場合、学区は以下の通りとなる。
| 町         | 街区・戸番 | 小学校               | 中学校               |
| ---------- | ---------- | -------------------- | -------------------- |
| 椋枝一丁目 | 全域       | 北九州市立千代小学校 | 北九州市立千代中学校 |
| 椋枝二丁目 | 全域       | 北九州市立千代小学校 | 北九州市立千代中学校 |

## 交通

### バス
域内のバス停と系統は以下の通りである。
| 運行事業者 | 運行事業者     | 西鉄バス北九州 | 西鉄バス北九州 | 西鉄バス北九州 | 西鉄バス北九州 | 西鉄バス北九州 | 西鉄バス北九州 | 西鉄バス北九州 | 西鉄バス北九州 |
| 系統       | 系統           | 40             | 41             | 57             | 75             | 76             | 77             | 143            | 150            |
| 停留所     | 千代小学校入口 | ○              | ○              | ○              | ○              | ○              | ○              | ○              | ○              |
| 停留所     | 中間高校南口   | ○              | ○              | ○              | ○              | ○              | ○              | ○              | ○              |
| 停留所     | 浦田団地       | ○              | ○              | ○              | ○              | ○              | ○              | ○              | ○              |

### 道路
- 県道280号植木上上津役線

## 施設

### 公園
- 香月第2公園
- 椋枝公園